# 傷だらけの山河
『傷だらけの山河』（きずだらけのさんが）は、石川達三の小説、またそれを原作とする1964年4月4日に公開された日本映画。
製作は大映（現・KADOKAWA）。

## 映画

### スタッフ
- 監督：山本薩夫
- 製作：永田雅一
- 原作：石川達三
- 脚色：新藤兼人
- 企画:川崎治直、伊藤武郎
- 撮影:小林節雄
- 音楽：池野成

### キャスト
- 有馬勝平（西北グループ会長）：山村聡
- 有馬藤子（勝平の妻）：村瀬幸子
- 有馬竜太郎：北原義郎
- 有馬秋彦：高橋幸治
- 有馬順子:穂高のり子
- 有馬和雄（娘婿）：船越英二
- 福村光子：若尾文子
- 酒井吉春：川崎敬三
- 片山民子（勝平の妾）：坪内美詠子
- 片山竹雄（民子の息子）：川畑愛光
- 横田かね子（勝平の妾）：丹阿弥谷津子
- 横田平次郎（かね子の息子）：伊藤孝雄
- 小桃（芸者）：滝瑛子
- 香月信蔵（勝平のライバル会社社長）：東野英治郎
- 勝平の秘書：渥美国泰
- 岩田:竹内哲郎
- 沢田:槙俊夫
- 池内（地主）：見明凡太朗
- 用地部長：高松英郎
- 勝平の母親：滝花久子
- 西北電鉄の重役：石黒達也
- 日照権を訴える住民：加藤嘉
- 関東開発の重役：潮万太郎
- 精神病院の医師：星ひかる
- 待合いの女将：平井岐代子
- 待合いの仲居：町田博子
- 平次郎を取り調べる刑事：中條静夫
- 保守系地元議員：松本克平

| スタブアイコン | サブスタブ | この項目は、まだ閲覧者の調べものの参照としては役立たない、文学に関連した書きかけの項目です。この項目を加筆・訂正などしてくださる協力者を求めています（P:文学、PJ:ライトノベル）。項目が小説家・作家の場合には{Writer-substub}を、文学作品以外の本・雑誌の場合には{Book-substub}を貼り付けてください。 |